# مترسک (فیلم ۲۰۰۲)
مترسک (به انگلیسی: Scarecrow) فیلمی در ژانر ترسناک و اسلشر است که در سال ۲۰۰۲ منتشر شد. از بازیگران آن می‌توان به جان مور و ریچارد الفمن اشاره کرد.